# Schleifrashof

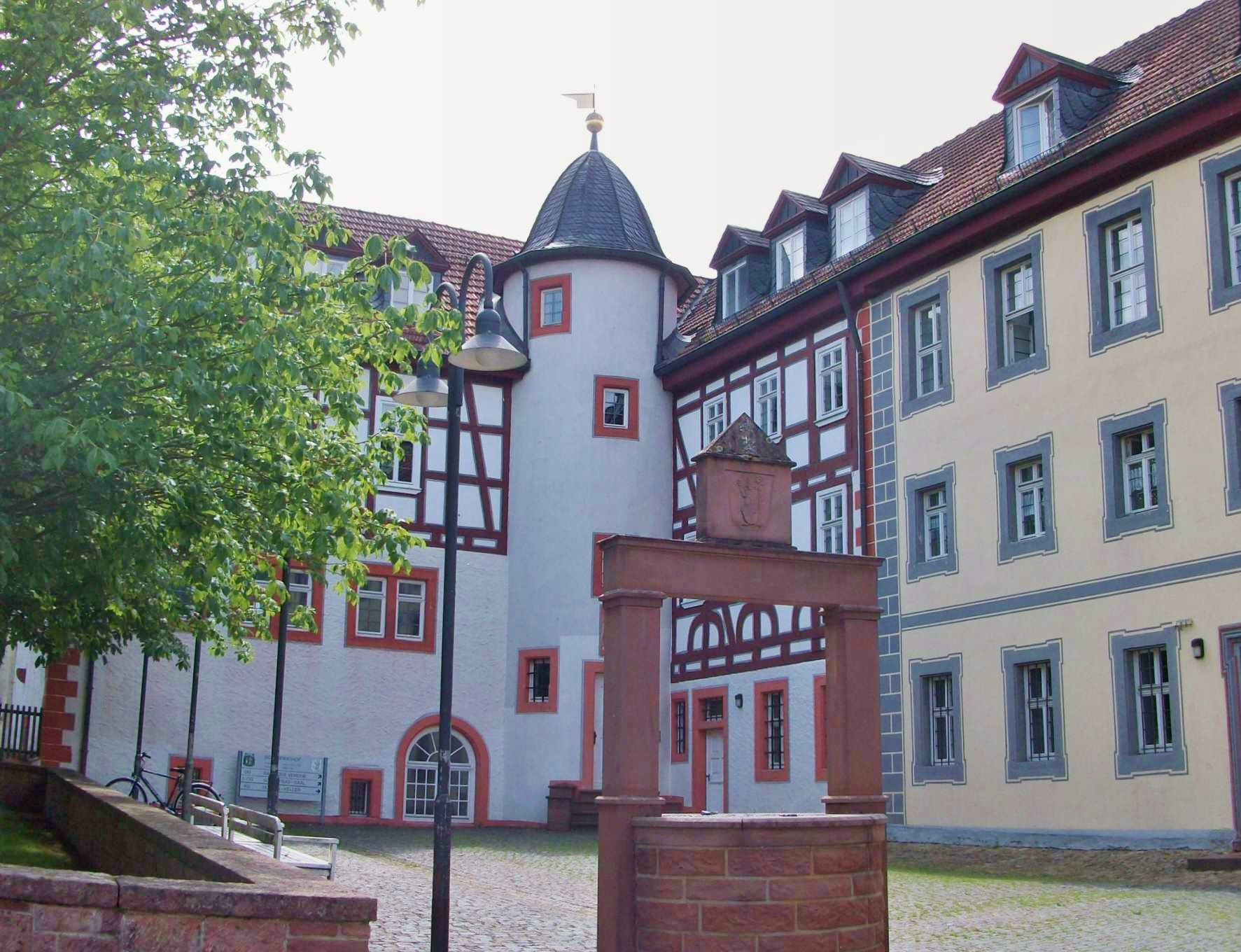
Blick vom Innenhof auf das Hauptgebäude mit Treppenturm

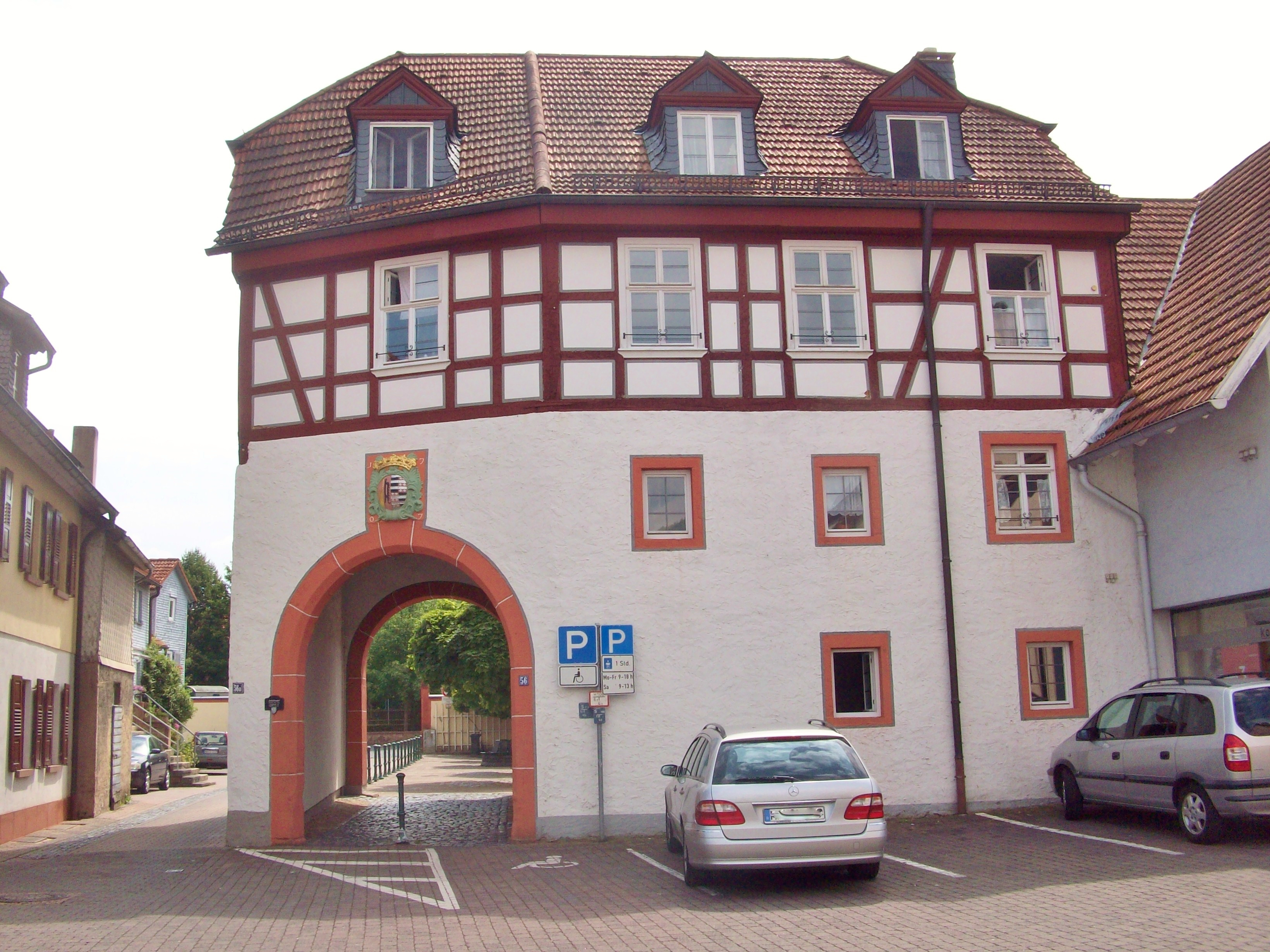
Das Torhaus als Teil der Gesamtanlage

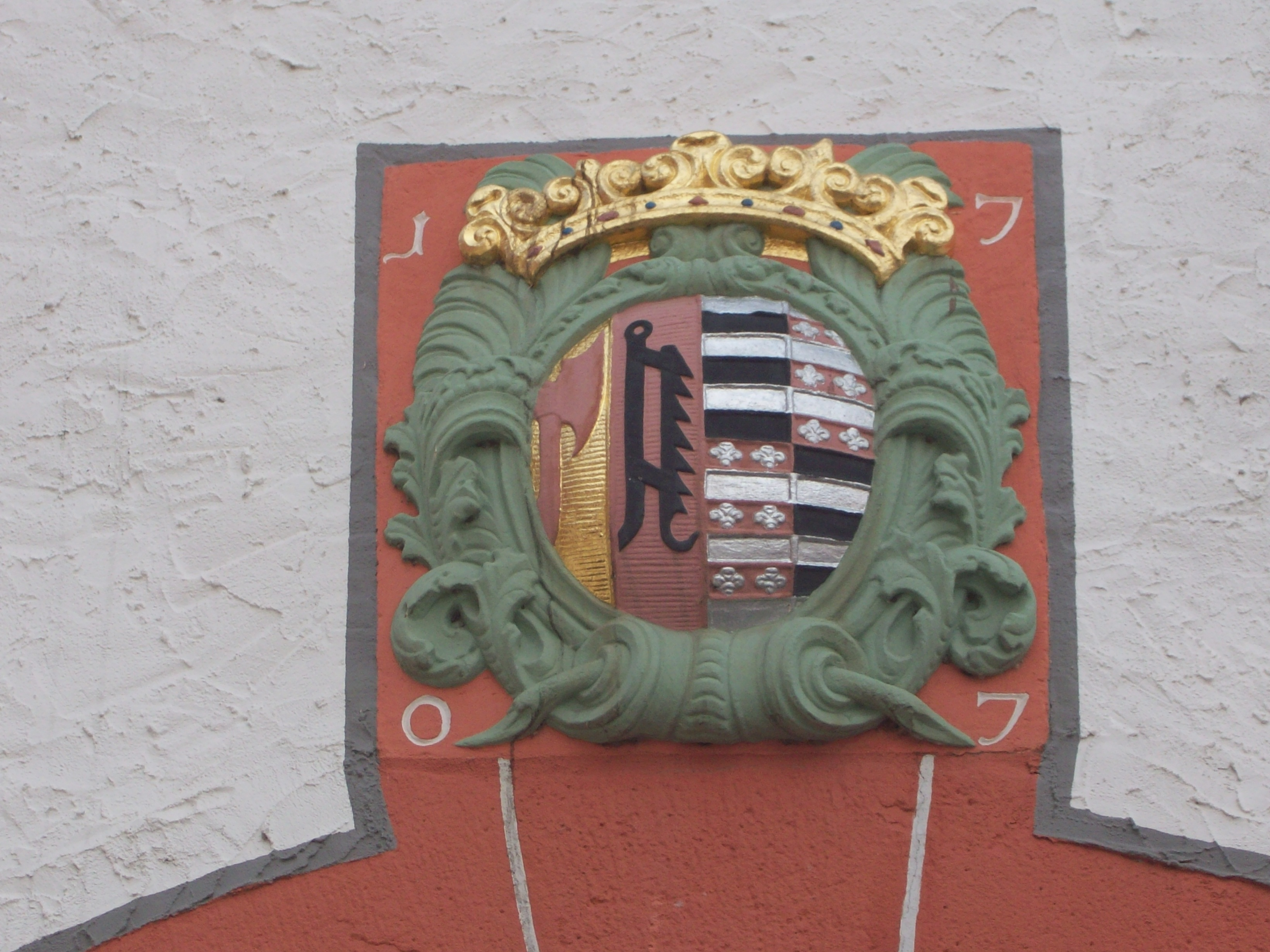
Wappen am Torhaus

Der Schleifrashof, benannt nach dem letzten adligen Besitzer, ist ein spätmittelalterlicher Adelssitz des 15. Jahrhunderts mit späterem schlossähnlichem Herrenhaus im Stadtteil Salmünster der Stadt Bad Soden-Salmünster im Main-Kinzig-Kreis in Hessen.

## Lage
Der ehemalige Adelssitz liegt südlich des alten Salmünster an der Ecke Frankfurter Straße/Hirtengasse im früheren Bereich der Stadtmauer.

## Geschichte
Der genaue Zeitpunkt der Errichtung ist unbekannt. Das Hauptgebäude (als Winkelbau bezeichnet) mit Treppenturm und Nebengebäude sowie die Kemenate stammen aus dem 15. Jahrhundert. Bis 1540 war das Anwesen im Besitz derer von Hutten und war als Huttenburg urkundlich. In diesem Jahr gelangte das Kurfürstentum Mainz durch Kauf an den Herrenhof. Mainz vergab den Hof 1564 als Lehen an die von Breidenbach genannt Breidenstein. Im Jahr 1650 ging der Adelshof durch Heirat an die von Fechenbach. Gottfried von Fechenbach verkaufte seinen Besitz 1706 an Martin Ludwig von Schleifras zu Reichlos und seine Frau Magdalena Elisabeth von Bicken. Diese ließen 1707 den Torbau mit dem Hochzeits- und Doppelwappen der von Schleifras und der von Bicken erbauen. 1768 gelangte der Hof durch Verkauf an das Kloster Fulda. Von diesem wurde der Hof als Lateinschule genutzt. Mit der Säkularisation um 1805 wurde der Schleifrashof Staatseigentum und als Sitz der Oberförsterei eingerichtet.

## Heutige Nutzung
Heute ist der Schleifrashof Eigentum der Stadt Bad Soden-Salmünster. Er wurde während der Sanierung der Altstadt für etwa zwei Millionen D-Mark für Gemeindezwecke hergerichtet. Der Hof beherbergt heute ein Trauzimmer und wird für Gemeindeveranstaltungen genutzt. In der Anlage befinden sich private Wohnungen und ein Kindergarten. Seit März 2014 wird geprüft, ob der Hof als Vereins- und Jugendzentrum genutzt und ausgebaut werden könnte. Gegenüber dem ehemaligen Adelssitz befindet sich das Heimatmuseum Salmünsters.

## Beschreibung
Der Schleifrashof ist eine fast vollständig erhaltene rechteckige Hofanlage des Spätmittelalters (Adelssitz) mit Schlosscharakter. Die Gebäude um den Treppenturm mit Welscher Haube haben Erdgeschosse aus Mauerwerk, die zwei Obergeschosse sind jeweils als Fachwerk ausgebaut. Sehenswert ist auch der Torbau.